# Laya Raki
Laya Raki (nascida Brunhilde Marie Alma Herta Jörns; 27 de julho de 1927 - Hollywood, 21 de dezembro de 2018) foi uma ex-dançarina e atriz de cinema, popular na Alemanha na década de 1950 e início dos anos 1960. Ela também se tornou uma estrela internacional por seus papéis em filmes ingleses e produções de TV.
Laya Raki nasceu em Hamburgo, Alemanha, em 27 de julho de 1927. Morreu em dezembro de 2018 aos 91 anos. 

## Filmografia
| Ano       | Título |
| --------- | --- |
| 1950      | The Council of the Gods |
| 1950      | Third from the Right |
| 1953      | Ehe für eine Nacht (Marriage for One Night) |
| 1953      | The Rose of Stamboul |
| 1954      | The Beginning Was Sin |
| 1954      | Up to His Neck |
| 1954      | The Seekers (também conhecido como: Land of Fury e Dämonen der Südsee) |
| 1955      | Die Frau des Botschafters (The Ambassdor'S Wife) |
| 1955      | Closed Exit |
| 1955      | The Adventures of Quentin Durward (também conhecido como: Liebe, Tod und Teufel) |
| 1956      | Küss mich noch einmal |
| 1956      | Roter Mohn |
| 1957      | Song of Naples (também conhecido como: Das Lied von Neapel, ...und vergib mir meine Schuld) |
| 1957      | O.S.S. |
| 1960      | Hawaiian Eye |
| 1960      | Alcoa Presents: One Step Beyond |
| 1962      | The Beachcomber |
| 1962      | Tales of Wells Fargo |
| 1963–1965 | Crane |
| 1963      | Die Nylonschlinge (também conhecido como: The Nylon Noose) |
| 1963      | Das Rätsel der rotten Quaste (também conhecido como: Das Geheimmnis der rotten Quaste) |
| 1964      | The Gallant One |
| 1964      | Das Haus auf dem Hügel [de] (também conhecido como: Le Hibou chasse la nuit) |
| 1965      | I Spy |
| 1966      | Poppies are Also Flowers (também conhecido como: Danger Grows Wild (Reino Unido), Mohn ist auch eine Blume (Austria, Alemanha), Opération opium (França), The Opium Connection (EUA: titulo para video)) |
| 1966      | Savage Pampas |